# Catedral d'Oriola
La Santa Església Catedral del Salvador és la catedral de la diòcesi Oriola-Alacant, a Oriola a la comarca del Baix Segura. Des de 1959 comparteix la seu catedralícia, amb Cocatedral de Sant Nicolau de Bari d'Alacant.
Construïda sobre l'antiga mesquita, inicialment com una església parroquial més, però Alfons el Savi la va convertir en església Principal el 1281. El 1413, el Papa Luna, Benet XIII, la va elevar a col·legiata, més tard, l'any 1419, el Papa Martí V, ho va confirmar. El 1510, el Papa Juli II va tornar a elevar la seua categoria, aquesta vegada, convertint-la en catedral. El 1564, Pius IV i Felip II li van concedir el Bisbat, gràcies a la desmembrament d'una part de la de Cartagena, sent el seu primer bisbe Gregorio Gallo.

## Arquitectura
La seua construcció s'inicià a finals del segle xiii i la podríem adscriure a l'estil gòtic meridional, amb planta de tres naus, girola i capelles entre contraforts. La nau central és lleugerament més alta que les laterals i els arcbotants presenten un escàs desenvolupament. La coberta és de trespols (terrasses) i a l'exterior predominen les superfícies llises amb pocs espais buits, fet que dona al conjunt un aspecte compacte.
A la catedral poden diferenciar-se quatre grans fases constructives i estilístiques. Les dues primeres en estil gòtic singular valencià, seguida d'una altra renaixentista i l'última ja en estil barroc: torres i naus al peu de l'església (finals del segle xiii-mitjan segle xiv); creuer, capçalera amb altar major, girola i antiga aula Capitular (mitjan XV - principis del XVI); Portada de l'Anunciació i capelles al costat de la torre (segona meitat del XVI); Capella de la Comunió i sagristia (segle xviii). Cal destacar la reforma del creuer del segle xvi, realitzada per Pere Compte.

## Campanar
La torre campanar és la zona més antiga de tota la catedral, ja que es construí entre finals del segle xii i mitjan segle xiv. Formen la torre quatre cossos coberts per voltes de creueria simples i separats a l'exterior per motllures corregudes. Cadascun dels pisos va tenir una funció, el cos de campanes, el del rellotge, l'habitació de la cera i presó episcopal (en donen testimoni unes inscripcions fetes pels presos). Especial atenció mereixen el conjunt de reixes gòtiques i renaixentistes, el cadiratge del cor, (obra de Joan Baptista Borja de 1716-19), i el gran orgue barroc. Té al voltant de 72 registres, cadereta i una gran trompeteria de batalla. A dalt de tot està l'escut quadribarrat de la Corona d'Aragó.

## Portades

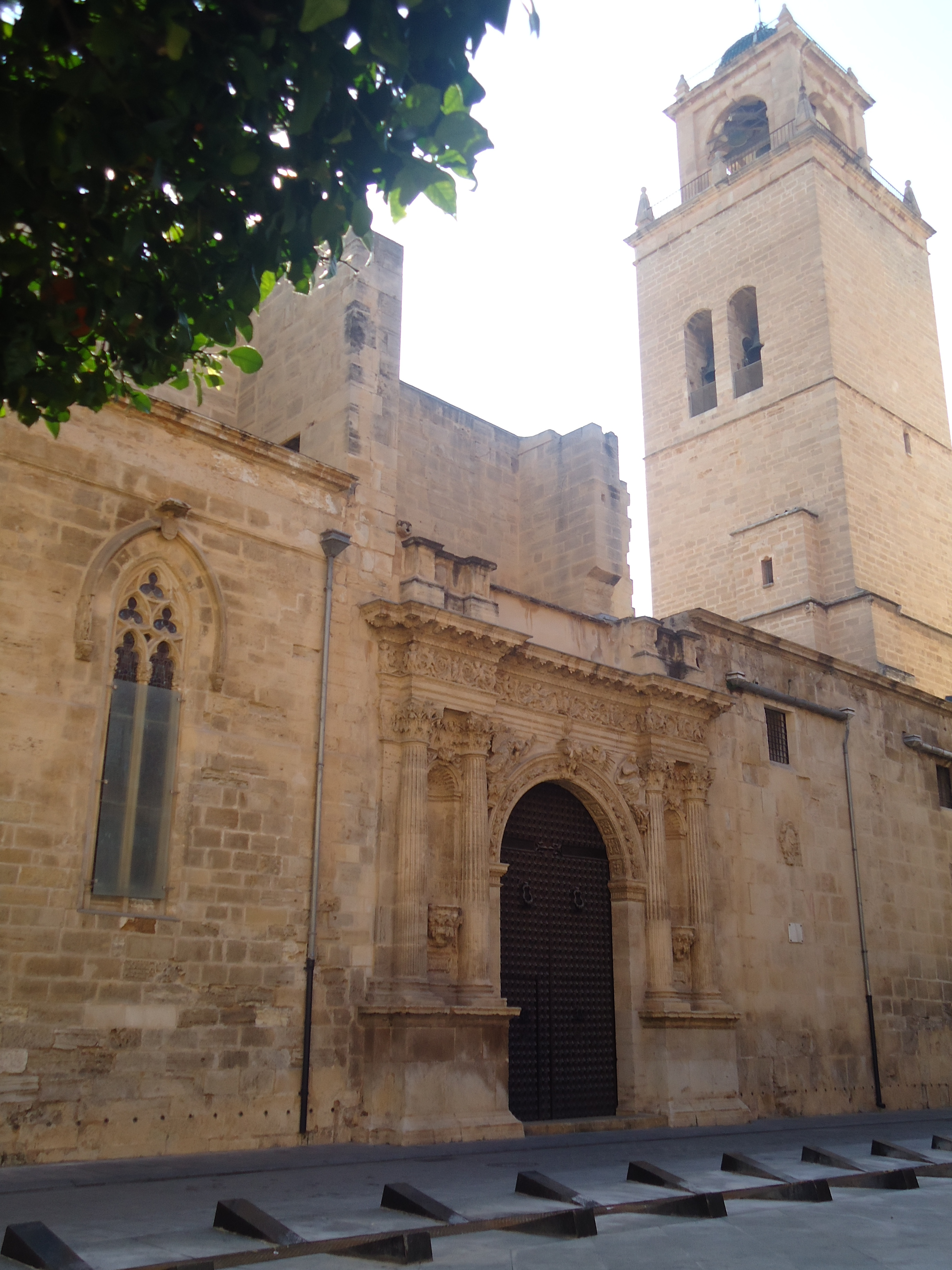
Portada de l'Anunciació

La catedral d'Oriola té tres grans entrades, que són:
- La Porta de les Cadenes.

La més antiga, del segle xiv, esbocada i mancada de timpà i mainell. Té un arc polilobulat de possible influència mudèjar i capitells amb decoració figurativa.
- La Porta de Loreto.

Construïda a mitjan segle xv, en un gòtic arcaïtzant, possiblement va conservar el mainell fins a mitjan segle xvi, any en què se substituí per un arc carpanell. Destaca la decoració escultòrica de les arquivoltes, feta d'àngels que canten i toquen instruments.
- La Porta de l'Anunciació.

Igual que les capelles septentrionals és obra renaixentista. Va ser acabada el 1588 per Juan Inglés. Té una disposició arquitectònica en forma d'arc de triomf.

## Claustre

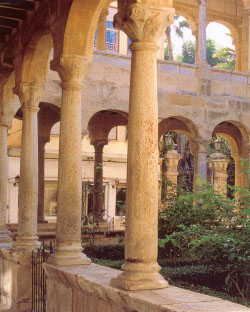
Claustre

El claustre data de 1377, però fou reconstruït durant el Renaixement, cap al 1560, per Hernando Véliz amb arcs carpanells. En 1942 va ser desmuntat i transportat des de l'antic Convent de la Mercé per a ser reconstruït al solar de l'antic fossar de la catedral.

## Interior

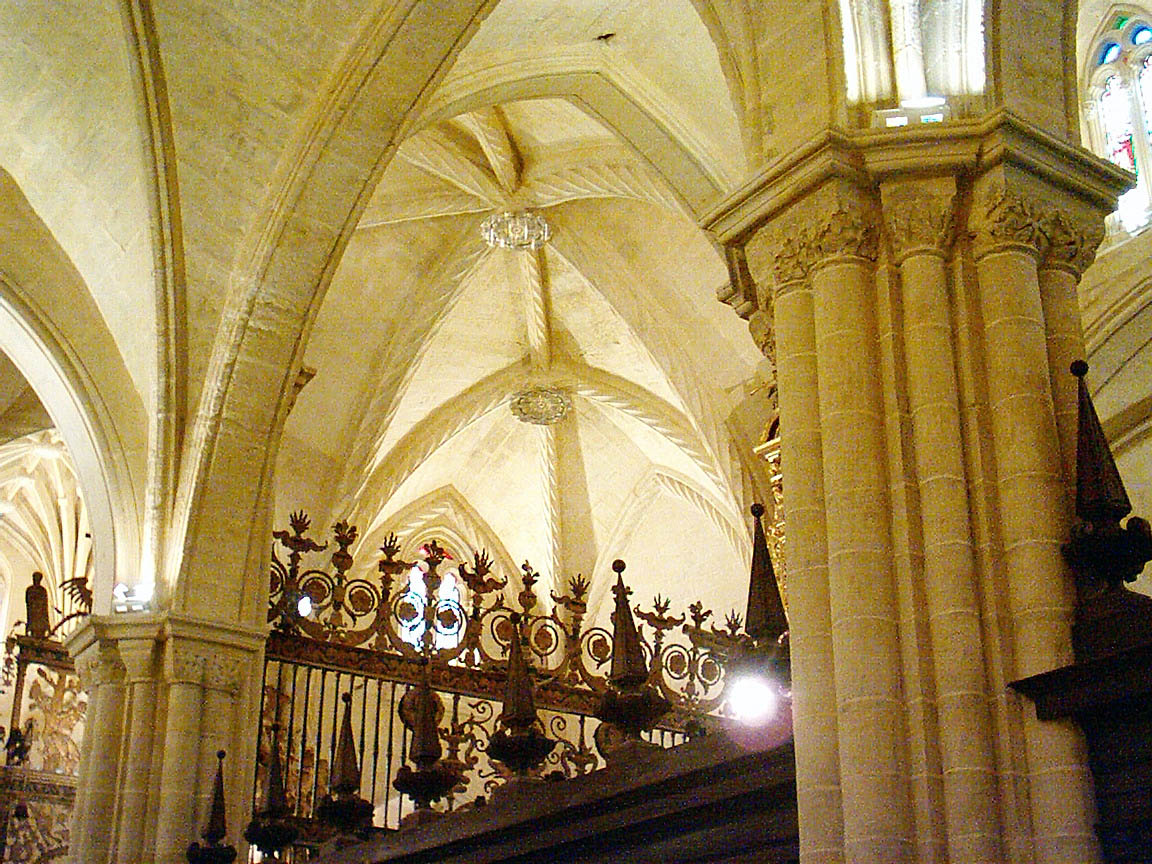
Interior de la catedral

La zona que va des dels peus de la catedral fins al creuer, està formada per una nau central de major altura i dues naus laterals a aquesta. La il·luminació s'aconsegueix gràcies a la rosassa de la façana i als finestrals que aprofiten la diferència d'altura entre les naus. Les pilastres estan compostes per columnetes aparellades: La coberta és de voltes de creueria simples, a les seues claus (punts d'unió) hi són representades les quatre barres de la Corona d'Aragó i l'escut de Pere el Cerimoniós. Les capelles laterals, originalment d'estil gòtic, en la zona nord són substituïdes per unes altres renaixentistes amb volta de mig canó decorada amb cassetons.

### Creuer
La forma actual es deu a una reforma de principis del segle xvi, de la mà del mestre Pere Compte. Aquest amb l'eliminació de dos pilars i la construcció de dos arcs formers, suportats en pilars i amb un arc faixó, recolzat en els contraforts, s'aconsegueix un espai transversal a les naus i de major alçària. La volta consta de sis draps amb arcs i nervis torsos.

### Capçalera
Té una planta rectangular delimitada pels murs de tancament de les capelles laterals i l'antiga aula capitular, mostra a l'exterior un finestral d'estil gòtic flamíger. La Capella Major té una planta hexagonal irregular i està coberta per una volta estrelada, la data de la seua construcció estaria envers la segona meitat del segle xv. La girola presenta un interessant joc de voltes irregulars, unes tenen planta trapezoïdal i altres són pentagonals, permetent així cobrir l'espai que hi ha entre la Capella Major, les capelles dels laterals i la capçalera de l'edifici, que és de principis del segle xvi.

### Capelles
Les capelles de la catedral contenen abundants peces pictòriques, amb algunes de gran valor artístic. Entre aquestes destaquen el retaule de Santa Caterina (que data del segle xv) i a la capella de Santa Bàrbara, el quadre de la verge del Pòpul, del segle xvi i amb influència italiana.

### Retaule
El retaule de la Capella del Roser fou projectat per Bartolomé Perales i acabat pel seu fill Antoni. De fusta, presenta un gran carrer central on està la Verge i els carrers laterals tenen relleus que representen els relleus del misteri del Rosari. A l'àtic està el tradicional Calvari, Sant Pere i Sant Pau apòstol flanquegen l'escena que queda completa amb les escultures dels apòstols en els eixos exteriors de la capella.